# Internationale Friedensfahrt 1994
Die 47. Internationale Friedensfahrt (Course de la paix) war ein Straßenradrennen, das vom 6. bis 15. Mai 1994 ausgetragen wurde.
Die 47. Auflage der Internationalen Friedensfahrt  bestand aus 10 Einzeletappen und führte auf einer Gesamtlänge von 1354 km von Tábor nach Trutnov. Mannschaftssieger war Tschechien. Der Sieger der Bergwertung war Jaroslav Bílek aus Tschechien.
Der spätere Tour-de-France-Sieger Jan Ullrich startete und trug auf zwei Etappen das Weiße Trikot für den besten Nachwuchsfahrer.
Insgesamt waren 78 Fahrer aus 13 Nationen am Start. Für Australien startete der spätere mehrfache Etappensieger der Tour de France Robbie McEwen.
Teilnehmende Nationen waren:
| Polen Schweiz Bulgarien Tschechien Deutschland Litauen Moldau | Niederlande Slowakei Belarus Russland Australien Ukraine |

## Details
| Ergebnis | Ergebnis        | Ergebnis      | Ergebnis    | Ergebnis |
| -------- | --------------- | ------------- | ----------- | -------- |
| Erster   | Jens Voigt      | ø 37,3 km/std | Deutschland |          |
| Zweiter  | Ralf Grabsch    |               | Deutschland |          |
| Dritter  | František Trkal |               | Tschechien  |          |

| Etappe     | Start – Ziel                                                             | Etappensieger                                                       | Etappen- länge             | Fahrzeit |
| ---------- | ------------------------------------------------------------------------ | ------------------------------------------------------------------- | -------------------------- | -------- |
| Eröffnung  | 000Tábor a. Ausscheidungsfahren b. Mannschaftszeitfahren c. Punktefahren | ttt Raimondas Rumšas Litauen Tschechien Vladimír Švehlík Tschechien | 016,0 km 001,6 km 016,0 km |          |
| 01. Etappe | Rundkurs in Tábor                                                        | František Trkal Tschechien                                          | 131 km                     | 3:18:04  |
| 02. Etappe | Tábor – České Budějovice                                                 | Michael Rich Deutschland                                            | 125 km                     | 3:00:02  |
| 03. Etappe | České Budějovice – Jihlava                                               | Robbie McEwen Australien                                            | 150 km                     | 3:47:45  |
| 04. Etappe | Jihlava – Prostějov                                                      | Harm Jansen Niederlande                                             | 170 km                     | 4:39:16  |
| 05. Etappe | Prostějov – Lysá hora                                                    | Christian Meyer Deutschland                                         | 163 km                     | 4:55:28  |
| 06. Etappe | Einzelzeitfahren in Frýdlant nad Ostravicí                               | Pavel Padrnos Tschechien                                            | 023 km                     | 2:30:43  |
| 07. Etappe | Frýdlant nad Ostravicí – Bohumín                                         | Robbie McEwen Australien                                            | 114 km                     | 2:50:39  |
| 08. Etappe | Šumperk – Hradec Králové                                                 | Ralf Grabsch Deutschland                                            | 169 km                     | 4:15:15  |
| 09. Etappe | Hradec Králové – Pomezí                                                  | Anatoli Tschoubar Ukraine                                           | 163 km                     | 4:27:53  |
| 10. Etappe | Rund um Trutnov                                                          | Robbie McEwen Australien                                            | 144 km                     | 4:13:38  |